# Karl Landsteiner
Karl Landsteiner (Baden, Baixa Áustria, 14 de junho de 1868 — Nova Iorque, 26 de junho de 1943) foi um médico e biólogo austríaco naturalizado estadunidense. Foi agraciado com o Nobel de Fisiologia ou Medicina de 1930, pela classificação dos grupos sanguíneos, sistema ABO, e foi descobridor do fator RH.

## Carreira
Landsteiner dedicou-se a comprovar que havia diferenças no sangue de diversos indivíduos. Ele colheu amostras de sangue de diversas pessoas, isolou os glóbulos vermelhos e fez diferentes combinações entre plasma e glóbulos vermelhos, tendo como resultado a aglutinação dos glóbulos em alguns casos, formando grânulos, e em outros não. Landsteiner explicou então por que algumas pessoas morriam depois de transfusões de sangue e outras não. Em 1930 recebeu o Nobel de Fisiologia ou Medicina por este trabalho.
É recordado também por ter sido um dos proponentes do termo "anticorpo", para as substâncias responsáveis pela aglutinação do sangue.

## Trabalho de pesquisa em Viena; descoberta do vírus da poliomielite
Depois de retornar a Viena, ele se tornou assistente de Max von Gruber no Instituto de Higiene. Em seus estudos, ele se concentrou no mecanismo de imunidade e na natureza dos anticorpos. De novembro de 1897 a 1908, Landsteiner foi assistente no instituto patológico-anatômico da Universidade de Viena sob Anton Weichselbaum, onde publicou 75 artigos, tratando de questões em serologia, bacteriologia, virologia e anatomia patológica. Além disso, ele fez cerca de 3 600 autópsias nesses dez anos. Weichselbaum foi o tutor de Landsteiner para sua qualificação de palestra de pós-doutorado em 1903. De 1908 a 1920, Landsteiner foi promotor no Wilhelminenspital em Viena e em 1911 ele foi empossado como professor associado de anatomia patológica. Durante esse tempo, ele descobriu - em cooperação com Erwin Popper - o caráter infeccioso da poliomielite e isolou o vírus da poliomielite. Em reconhecimento a esta descoberta inovadora, que provou ser a base para a luta contra a pólio, ele foi postumamente incluído no Hall da Fama da Pólio em Warm Springs, Geórgia, que foi inaugurado em janeiro de 1958.

## Pesquisa dos grupos sanguíneos
Em 1900, Karl Landsteiner descobriu que o sangue de duas pessoas sob contato aglutina-se, e em 1901 ele descobriu que esse efeito era devido ao contato do sangue com o soro sanguíneo. Como resultado, ele conseguiu identificar os três grupos sanguíneos A, B e O, que rotulou de C, do sangue humano. Landsteiner também descobriu que a transfusão de sangue entre pessoas com o mesmo grupo sanguíneo não levou à destruição das células sanguíneas, ao passo que isso ocorreu entre pessoas de grupos sanguíneos diferentes. Com base em suas descobertas, a primeira transfusão de sangue bem-sucedida foi realizada por Reuben Ottenberg no Hospital Mount Sinai em Nova York em 1907.
Hoje é bem sabido que pessoas com grupo sanguíneo AB podem aceitar doações de outros grupos sanguíneos, e que pessoas com grupo sanguíneo O negativo pode doar para todos os outros grupos. Indivíduos com grupo sanguíneo AB são referidos como receptores universais e aqueles com grupo sanguíneo O negativo são conhecidos como doadores universais. Essas relações doador-receptor surgem devido ao fato de que o sangue tipo O negativo não possui antígenos do grupo sanguíneo A nem do grupo sanguíneo B. Portanto, o sistema imunológico de pessoas com grupo sanguíneo A, B ou AB não recusa a doação. Além disso, como as pessoas com grupo sanguíneo AB não formam anticorpos contra os antígenos do grupo sanguíneo A ou B, elas podem aceitar sangue de pessoas com esses grupos sanguíneos, bem como de pessoas com grupo sanguíneo O negativo.
Nas transfusões de sangue atuais, apenas são transmitidos concentrados de hemácias sem soro, o que é de grande importância na prática cirúrgica. Em 1930, Landsteiner recebeu o Prêmio Nobel de Fisiologia ou Medicina em reconhecimento por essas conquistas. Por seu trabalho pioneiro, ele é reconhecido como o pai da medicina transfusional.

## Trabalho de pesquisa na Holanda e nos Estados Unidos
Após a Primeira Guerra Mundial, Viena e a nova república da Áustria como um todo encontravam-se em um estado econômico desolador, situação em que Landsteiner não via possibilidades de prosseguir com seu trabalho de pesquisa. Ele decidiu se mudar para a Holanda e aceitou o cargo de procurador no pequeno hospital católico St. Joannes de Deo (hoje MCH Westeinde) em Haia e, para melhorar sua situação financeira, também conseguiu um emprego em uma pequena fábrica, produzindo tuberculina velha (tuberculinum prestinum). Ele também publicou uma série de artigos, cinco deles publicados em holandês pela Royal Academy of Sciences. No entanto, as condições de trabalho não se mostraram muito melhores do que na Viena do pós-guerra. Assim, Landsteiner aceitou o convite que lhe chegou de Nova York, iniciado por Simon Flexner, que conhecia a obra de Landsteiner, para trabalhar no Rockefeller Institute. Ele chegou lá com sua família na primavera de 1923.  Ao longo da década de 1920, Landsteiner trabalhou nos problemas de imunidade e alergia. Em 1927, ele descobriu novos grupos sanguíneos: M, N e P, refinando o trabalho que havia começado 20 anos antes. Pouco tempo depois, Landsteiner e seu colaborador, Philip Levine, publicaram a obra e, mais tarde naquele mesmo ano, os tipos começaram a ser usados em processos de paternidade.

## Publicações (seleção)
- Ueber Agglutinationserscheinungen normalen menschlichen Blutes. In: Wiener klinische Wochenschrift.  Volume 14, 1901, S. 1132–1134.
- Über die Verwertbarkeit individueller Blutdifferenzen für die forensische Praxis. - Diário para oficiais médicos, 1903
- Über die Abhängigkeit der serologischen Spezifität von der chemischen Struktur, 1918
- Spezifische Serumreaktionen mit einfach zusammengesetzten Substanzen bekannter Konstitution, 1920
- Serologische Studien über das Blut von Menschenaffen, 1925
- On Individual Differences in Human Blood, 1928
- Die Blutgruppen und ihre praktische Bedeutung, besonders für die Bluttransfusion, 1930
- Die Spezifität der serologischen Reaktionen (Berlim 1933, Neuaufl. 1962)
- com Alexander Solomon Wiener: An agglutinable factor in human blood recognized by immune sera for Rhesus blood. - Anais da Sociedade de Biologia Experimental e Medicina, 43 (1940), 223